# Cordites
Cordites is een kevergeslacht uit de familie van de boktorren (Cerambycidae). De wetenschappelijke naam van het geslacht werd voor het eerst geldig gepubliceerd in 1945 door Dillon & Dillon.

## Soorten
Cordites omvat de volgende soorten:
- Cordites armillata (Thomson, 1868)
- Cordites pubescens (Thomson, 1868)